# Gonzalo Sebastián García
Gonzalo Sebastián García (Buenos Aires, 6 febbraio 1987) è un calciatore argentino, difensore dell'Isola Capo Rizzuto.

## Caratteristiche tecniche
È un terzino sinistro.

## Carriera

### Club
Cresciuto nel settore giovanile del Racing Club, ha disputato 43 incontri con il club biancoceleste fra Primera División e Copa Argentina. Fra il 2017 ed il 2018 ha giocato in Italia e Spagna rispettivamente con Atletico Vieste e Racing Ferrol.

#### Nazionale
Nel 2007 con la nazionale Under-20 argentina ha preso parte al campionato sudamericano di categoria, concluso al secondo posto.